# ناصح الدين الأرجاني
ناصح الدين الأرجاني، واسمه الكامل ناصح الدين أبو بكر أحمد بن محمد بن الحسين القاضي الأرجاني. ولد في التخوم الشرقية من مدينة أرجان في عام \ 460 هجرية – 1068 ميلادية، ويقال أن أصله عربي من الخزرج من الأنصار في المدينة المنورة رغم أنه من شيراز.

## تعليمه
```
وطلب العلم في 
أصبهان
 
وكرمان
 وكان في ريعان شبابه قد عين مدرسا بالمدرسة النظامية في أصفهان ولما اكتملت شخصيته تولى منصب نائب قاضي قضاة خوزستان ثم مدينة (عسكر مكرم) وكان مبجلا ومكرما ذا مكانة مرموقة وشخصية مؤثرة ثم انتقل إلى مدينة (تستر) ليتولى قضاءها ثم تولى القضاء بمدينته التي ولد فيها (أرجان). وقد عاصر الأرجاني خمسة من الخلفاء من دولة 
بني سلجوق
 ومدح أمراءها ووزراءها
```

## وفاته
توفي بمدينة (تستر) في عهد الخليفة المقتفي لأمر الله سنة \ 544 هجرية – 1149 ميلادية عن عمر يناهز الرابعة والثمانين سنة. وقيل في رواية أخرى انه توفي في مدينة (عسكر مكرم.

## شعره
يتميز شعر القاضي الأرجاني بطول نفس وبلطف عبارة وكان غواصاً في المعاني كامل الأوصاف. إذا ظفر على المعنى يستوعبه كاملا ولا يدع فيه لمن بعده فضلاً لذا جاءت قصائده أغلبها طويلة. فقد ابدع في اللفظ والمعنى وأجاد وقد جمعهما بمقدرة وتمكن وقيل انه كان ينظم كل يوم ثمانية أبيات شعرية على الدوام.
يذكر الصفدي في كتابه (الوافي بالوفيات) أن للقاضي ناصح الدين الأرِّجَاني قصيدة يصف فيها الشمعة أحسن فيها كل الإحسان.